# Вторжение Йунус-ходжи в Фергану
Вторжение Йунус-ходжи в Фергану, также поход Йунус-ходжи в Фергану, ферганский поход 1800 года — поход ташкентского правителя Йунус-ходжи во главе казахского войска в Ферганскую долину, закончившийся разгромом ташкентцев и казахов в Гурумсарайской битве. Важный эпизод в отношениях Коканда и Ташкента.

## Датировка похода
Датировкой этого события занимался ряд учёных. Советский историк Ю. А. Соколов считал, что Йунус-ходжа выступил в поход на Коканд 1-го октября 1800 года, другой советский историк, Р. Н. Набиев, считал, что поход состоялся не ранее 1800 года. Советский географ Н. Г. Миллицкий считал, что это событие произошло в 1807—1808 гг., дореволюционный историк М. А. Терентьев — 1787—1788 гг., советский историк и доктор исторических наук, П. П. Иванов — в 1800 году. Казахстанский историк и кандидат исторических наук — Т. К. Бейсембиев, считает, что вышеперечисленные учёные давали неверную датировку события.
Трудность датировки похода состоит в том, что дата заключена в двух хронограммах, приведенных в «Тухфат ат-таварих-и хани» и «Тарих-и Мухйи Хуканди». Одна из них, достаточно сложная, составлена Гази — кокандским поэтом начала XIX века. Т. К. Бейсембиев попытался расшифровать датировку похода, по его мнению, битва произошла в 1220 году от хиджры (1805/1806). Поход Йунус-ходжи в Фергану, по его мнению, состоялся в конце лета 1805 года.
Кокандский историк, литератор, географ, просветитель и путешественник Мухаммад Хаким-хан датировал это событие 1805—1806 гг. Как считает узбекистанский историк и доктор исторических наук, Б. М. Бабаджанов, дата кажется немного поздней, в целом, хронологические проблемы в ранней истории Кокандского ханства ещё не решены до конца. Согласно «Тарих-и Шахрухи», поход Йунус-ходжи состоялся в 1803 году.

## Обстановка накануне похода
В 1799 году Алим-бий послал против Ташкента войско под командованием правителя Намангана, а после — Ходжента — Хан-ходжи. В Ходженте Хан-ходжа собрал войско и пошёл на Ташкент через Кураминский хребет и долину Ахангарана. В Карасу произошло сражение между ташкентцами и кокандцами, в котором последние потерпели поражение, а Хан-ходжа попал в плен и был казнён вместе с 70 кокандцами.

## Причины похода
Говоря о походе Йунус-ходжи в Фергану, автор кокандского сочинения «Тарих-и Шахрухи» — Мулла Нийаз Мухаммад Хуканди, пишет, что Йунус-ходжа намеревался завоевать Фергану и устроить в Коканде праздник по случаю обрезания своих детей. Советский историк Ю. А. Соколов, считает, что Йунус-ходжа поставил себе цель завоевание Коканда, а не военно-грабительный налёт. Ю. А. Соколов пишет:

Он энергично вмешался в междоусобную борьбу ферганских феодалов на стороне чустского владетельного феодала Бузурука против кокандского Алим-Хана и достиг успеха. После этого мнение ташкентских феодальных кругов о фактической слабости кокандских войск ещё более укрепилось, и Юнус-Ходжа начал подготовку большого похода на Коканд для свержения Алим-Хана, захвата Коканда и подчинения Ферганы.— Ю. А. Соколов.
Ферганские историки единодушно утверждают, что в основе выступления Йунус-ходжи лежала его «глупость» и преувеличенное представление о своём могуществе. Советский историк и доктор исторических наук — П. П. Иванов, отмечает, что поход Йунус-ходжи совпадал с целым рядом тревожных событий внутренне- и внешнеполитического характера, переживавшихся в этот момент Кокандским государством.

## Подготовка к походу

### Состав войска
Перед началом похода Йунус-ходжа объявил сбор войск и ополчений, как сообщает кокандский историк Мухаммад Хаким-хан, из окрестностей и районов в Ташкент собралось 7000 воинов из числа проходимцев и казахов. По мнению советского историка, Р. Н. Набиева, поход состоялся против воли ташкентского духовенства и основной части городского населения.
Описывая ход битвы при Гурумсарае, автор кокандского сочинения «Тарих-и Шахрухи», Мулла Нийаз Мухаммад Хуканди называет войска ташкентцев «войском Дешт-и-кипчака» и говорит исключительно о казахах. На основе этих сведений, советский историк П. П. Иванов, заключил, что прочие этнические группы, населявшие город Ташкент и прилегающие районы, в битве при Гурумсарае не участвовали вовсе. Среди казахских племён, участвовавших в битве на стороне Йунус-ходжи, отдельно упоминается племя санчклы, игравшее, судя по словам Муллы Нийаз Мухаммада, наиболее активную роль.

### Численность войска
В кокандско-ташкентском сочинении «Тарих-и джадида-йи Ташканд» («Новая история Ташкента»), также известное как «Тарих-и велайет-е Ташканд» («История Ташкентской области»), автором которого является Мухаммад Салих, сообщается, что Йунус-ходжа совершил поход в Фергану с 80 тысячным войском. Советский историк Р. Н. Набиев считает, что войско насчитывало 8 тыс. человек. В военное время, численность ташкентского войска могла составлять до 30 тыс. человек из городского населения и столько же из казахов.

## Поход
Летом 1800 года, в союзе с Ходжентским владением, состоялся поход ташкентцев в Фергану, окончившийся безрезультатно. Ташкентские и кокандские войска, разделенные друг от другой рекой Сырдарья, ограничились перестрелкой и разошлись. В Ташкенте началась подготовка к новому походу в Фергану. Военно-феодальные верхи племен санычклы и умар горячо поддерживали идею похода, в то время как ташкентский городской посад выступал решительно против организации похода, так как не желал вести завоевательные войны в Фергане.

В сие время подошло к Ходжанту и Куканское войско ожидавшее Ташкентцов. Ободелала разделение река Сыр-Дарья, но чрез оную, по неискуству своему ни те ни другие не осмелились решиться сделать переправу. И хотя пушечная и ружейная перестрелка происходила с обеих сторон, но безуспешно, и так должны были разойтись.— из «Поездка Поспелова и Бурнашева в Ташкент в 1800 году».
В «Мунтахаб ат-таварих» и «Тухфат ат-таварих-и хани» повествуется о выступлении правителя Чуста Бузрук-ходжи против Алим-бия. Кокандские хронисты считали, что выступление Бузрук-ходжи было подогрето неудачным походом Хан-ходжи на Ташкент. По данным одного из местных источников, Йунус-ходжа пошел в Фергану по просьбе Бузрук-ходжи, поднявшего восстание в Чусте против Алим-бия. Мятеж Бузрук-ходжи был подавлен с большим трудом.
Собрав войско казахов из племен «анди» и санджикли, Йунус-ходжа выступил в поход на Коканд. Ташкентское войско прошло через Кураминский хребет и стало лагерем в местности «Панбекан» (Пункан) на берегу Сырдарьи в 36—48 километрах от Худжанда и в 42 километрах от Коканда. Здесь войска Йунус-ходжи неожиданно атаковали кокандцы и произошла битва.

### Битва при Гурумсарае
Йунус-ходжа потерпел крупное поражение от кокандцев. Автор «Тарих-и джадида-йи Ташканд» — Мухаммад Салих, описывая это событие, недвусмысленно пишет о содействии ташкентцев, измена которых на поле битвы стала причиной жестокого поражения Йунус-ходжи.
Йунус-ходжа бежал с поля битвы с несколькими своими приближенными, бросив свое имущество и казну. Войска «Дешт-и кипчака», то есть казахи, также бросились в бегство. Жители кишлаков, через которые бежали разгромленные казахи, отнимали у казахов лошадей и даже одежду. Часть отступавших пленили и их направили в ханскую ставку. В ханской ставке их кое-как одели и направили в столицу страны на потеху праздной толпе, а затем посадили в тюрьму. Возвратившись после победы в Коканд, Алим-бий раздал награды своим войскам и военачальникам.

## Последствия

### Последующие завоевания кокандцев
По сведениям из «Тарих-и Шахрухи», вскоре после победы Алим-бий решил идти на Кураму. Кокандская знать поддержала его. Кокандцы вторглись в Кураму, грабя местное население, этнический состав населения которого был смешанным, с преобладанием казахов. Все населенные пункты Курамы, за исключением крепости Кераучи, подчинились Алим-бию, который наградил жалованными грамотами местных биев и аксакалов. Через некоторое время была взята крепость Кераучи.

### Упадок военной силы Ташкента
Поражение ташкентцев в ферганском походе, как писал П. П. Иванов, имело чрезвычайно болезненные последствия для казахского ополчения и должно было нанести сокрушительный удар по влиянию Йунус-ходжи и его сторонников в казахских районах. Отсутствие поддержки со стороны казахов, в свою очередь, стало причиной упадка военной мощи Ташкентского государства и сделало его легкой целью для завоевания. Дальнейшая история Ташкента по существу является историей постепенного завоевания его кокандцами.

### Комментарии
1. ↑  т.е. Йунус-ходжа

### Книги
- Т. К. Бейсембиев. Кокандская историография. Исследование по источниковедению Средней Азии XVIII-XIX веков. — Алматы: TOO «Print-S», 2009. — 1263 с. — ISBN 9965-482-84-5.
- Т. К. Бейсембиев. Тарих-и Шахрухи как исторический источник / отв. ред. Р. Б. Сулейменов. — Алма-Ата: Издательство «Наука» Казахской ССР, 1987. — 200 с.
- П. П. Иванов. Казахи и Кокандское ханство (к истории их взаимоотношений в начале XIX в.). — Москва, Ленинград: Записки ИВ АН СССР, 1939. — 93—128 с.
- Б. М. Бабаджанов. Кокандское ханство: власть, политика, религия / рец. С. У. Каримова, Н. И. Тошев. — Токио, Ташкент: Nihu islamik area studies (Tokyo university), Институт востоковедения Академии наук Республики Узбекистан, 2010. — 744 с. — ISBN 978-9943-330-50-4.
- Р. Н. Набиев. Ташкентское восстание 1847 г. и его социально-экономические предпосылки / отв. ред. М. В. Вахабов. — Ташкент: Издательство «ФАН» Узбекской ССР, 1966. — 80 с.
- Ю. А. Соколов. Ташкент, ташкентцы и Россия / Отв. ред. М. Г. Вахабов. — Ташкент: «Узбекистан», 1965. — 190 с.

### Статьи
- Ж. М. Тулибаева. Бухарские и кокандские источники по истории казахов и Казахстана // Персоязычные источники по истории казахов и Казахстана XIII-XIX вв.. — Астана: ЕНУ, 2006. — С. 154—180.
- О. Д. Чехович. Городское самоуправление в Ташкенте XVIII в // История и культура народов Средней Азии (древность и средний век). — Москва: «Наука», 1976. — С. 157.